# Теорема Фату
Предположим, что у нас есть функция {\displaystyle f}, аналитическая в единичном круге {\displaystyle \Delta =\{z:|z|<1\}}. В определенных случаях необходимо установить условия, при которых она может быть аналитически продолжена на единичную окружность {\displaystyle \partial \Delta }.
Для этого применяется следующий метод — изучение поведения функции на окружностях вида {\displaystyle {\partial \Delta }_{r}=\{z:|z|=r<1\}}. Для этого введем вспомогательную функцию {\displaystyle f_{r}(e^{i\varphi })=f(re^{i\varphi })}. Видно, что поведение функции {\displaystyle f} на {\displaystyle \partial \Delta } зависит от поведения семейства функций {\displaystyle \{f_{r}\}} при {\displaystyle r\to 1}. Пользуясь терминологией функционального анализа, теперь можно сформулировать саму теорему:

## Теорема
Пусть {\displaystyle f} аналитична в {\displaystyle \Delta } и для неё конечна норма Харди:
{\displaystyle \lVert f\rVert _{H^{p}}=\sup _{0<r<1}\lVert f_{r}\rVert _{L^{p}(\partial \Delta )}<\infty }
Тогда будет иметь место поточечная сходимость почти всюду семейства функций {\displaystyle \{f_{r}\}} к некоторой функции {\displaystyle f_{1}\in L^{p}(\partial \Delta )}.